# 圣母赎虏圣殿 (布宜诺斯艾利斯)

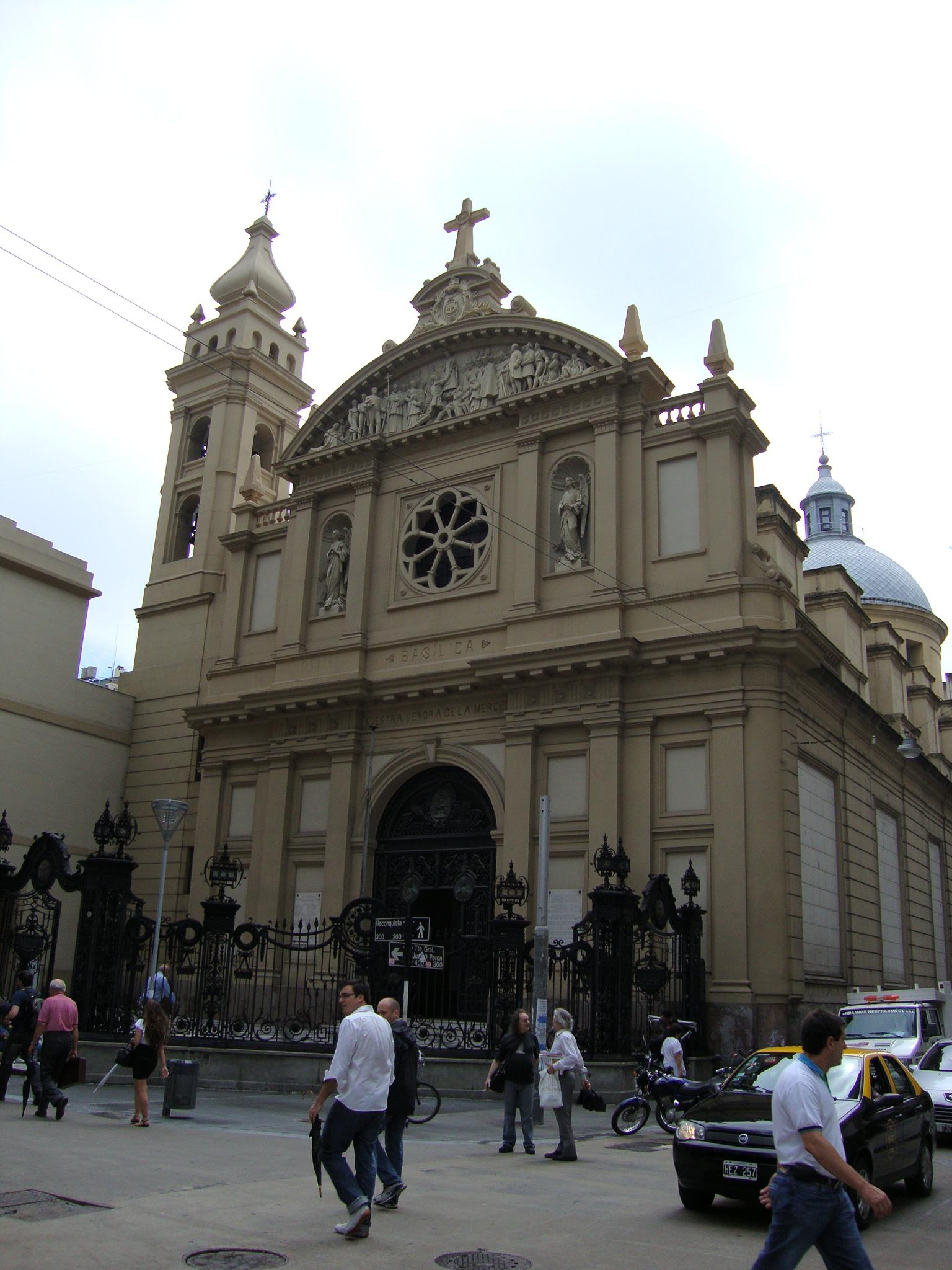

圣母赎虏圣殿 (Basílica de Nuestra Señora de la Merced)是阿根廷布宜诺斯艾利斯的一座罗马天主教宗座圣殿，供奉仁慈之母，位于市中心五月广场附近，由圣母赎虏会管理。
该堂建于1721-1779年，由Giovanni Andrea Bianchi和Giovanni Battista Prímoli设计。1894-1900年由建筑师Juan Antonio Buschiazzo改建。
1917年，教宗本笃十五世将该堂升格为宗座圣殿。